# 郎官巷

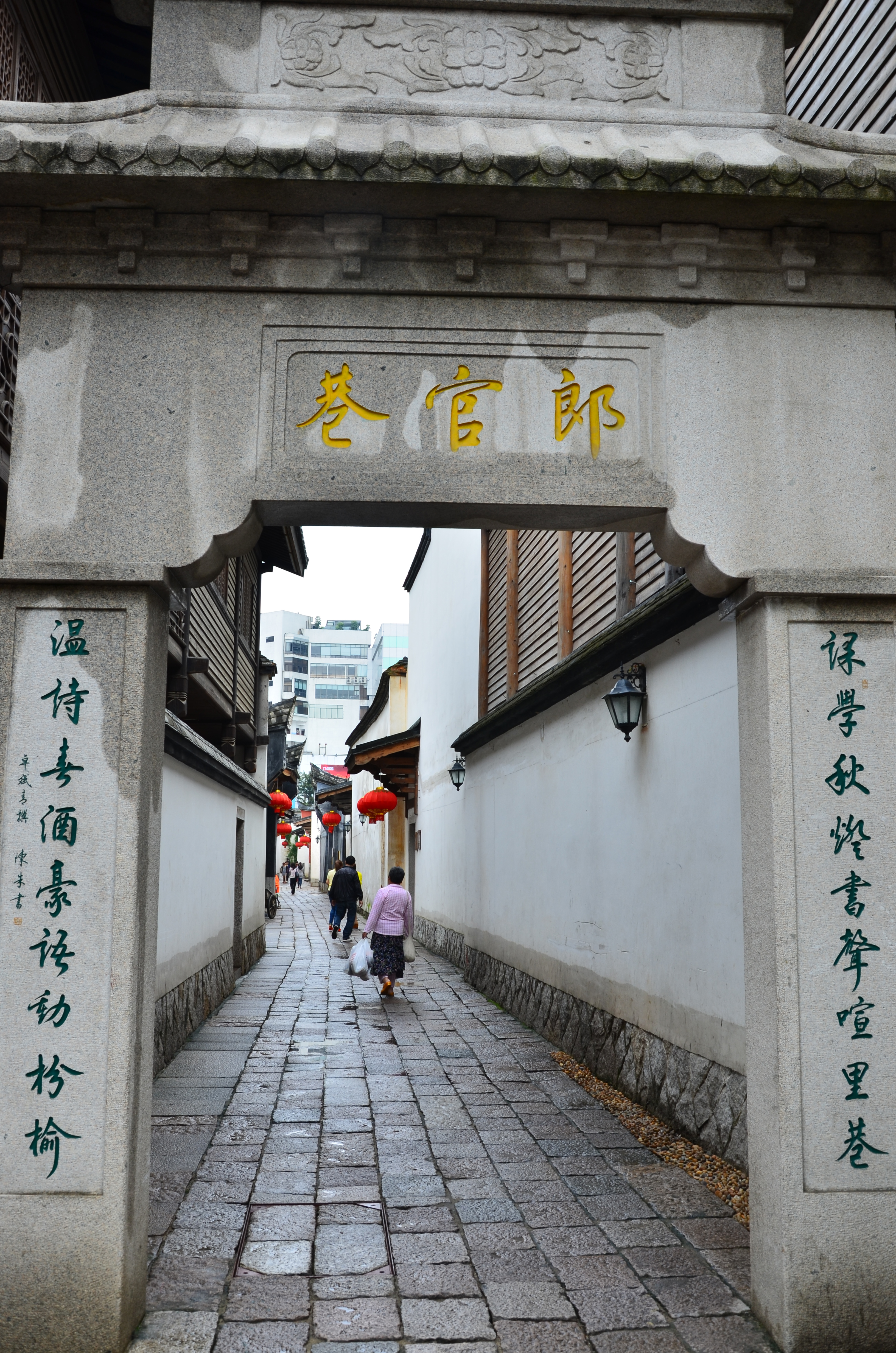

郎官巷（平话字：Lòng-guăng-háe̤ng）是位于中国福建省福州市鼓楼区的一条街道，是三坊七巷之一。
郎官巷东接南后街，为弯曲的街道，北为杨桥路，南为塔巷，原长度居三坊七巷之首，今仅剩一百余米。曾居住在这里的宋朝刘涛一家几代为郎官，使得郎官巷成了巷名。巷内有严复晚年故居、二梅书屋、绥安会馆（包括以福州建宁会馆命名的郎官巷天后宫）。